# وونزس
وونزس (به آلمانی: Wonsees) یک شهر در آلمان است که در کولمباخ واقع شده‌است. وونزس ۱٬۱۶۱ نفر جمعیت دارد.